# Hutt (Războiul stelelor)
Hutt reprezintă o specie extraterestră din franciza Războiul stelelor. Aceștia sunt creaturi rotunde, vorace și cu aspect grotesc, cu o predispoziție de a fi implicați ca lideri în crima organizată. Cel mai faimos Hutt și primul care a fost reprezentat, din al cărui șablon de design derivă alți membri ai rasei, este Jabba Desilijic Tiure, care apare în filmele Întoarcerea lui Jedi, ediția specială a O nouă speranță (într-o scenă ștearsă inițial, modificată și reintrodusă în film) și Amenințarea fantomei. Atât Jabba, cât și mulți alți Hutti apar, de asemenea, în diferite lucrări ale universului extins Star Wars, care elaborează în mare măsură istoria, cultura și rolul rasei lor în societatea galactică în general.